# Ралі Київ-Тулуза
Київ-Тулуза — авіаційно-автомобільне ралі у серпні 1993 року між двома містами-побратимами: Києвом і Тулузою. Відбулось за пропозицією Європейської асоціації ралі, Французької федерації надлегких літальних апаратів при заступництві Міністра закордонних справ Франції Ролана Дюма.

## Перебіг
Україну представляли об'єднання «Віраж» Київського інституту інженерів цивільної авіації, всеукраїнське товариство «Просвіта» імені Тараса Шевченка, міжнародний благодійний комітет «Дзвони Чорнобиля» під заступництвом віце-прем'єра Жулинського Миколи Григоровича.
Ралі проходило через Україну, Білорусь, Литву, Польщу, Словаччину, Угорщину, Австрію, Німеччину, Швейцарію, Францію. Довжина маршруту понад 4000 км.
На етапах змагань були організовані культурна, просвітницька, ділова програми і зустрічі, обмін досвідом в конструюванні, виробництві та використанні надлегких літальних апаратів, широка реклама ділового життя України і інших країн. Виставки, маркетингові центри, відеоперегляди і відеозйомки доповнювали цю програму.

## Переможці
Першими у Тулузу прибув екіпаж Чечина Володимира Миколайовича і Шовкопляса Івана Дмитровича на мотодельтаплані «Орлан», побудований Олександром Шпульом, випередивши на добу кращі екіпажі з Європи.